# Alb orbitor
Alb orbitor  (titlu original: Blindness) este un film SF braziliano-japonezo-canadian din 2008 regizat de Fernando Meirelles. În rolurile principale joacă actorii Julianne Moore, Mark Ruffalo, Gael García Bernal, Danny Glover, Yoshino Kimura și Alice Braga.

## Prezentare
Un oraș este devastat de o epidemie de „orbire albă” instantă. Primii afectați sunt puși în carantină de către autorități într-un spital de boli mintale abandonat unde nou creata "societate a orbilor" se destramă repede. Infractorii și cei puternic fizic îi jefuiesc pe cei slabi, hotărându-le rațiile de alimente și comițând acte oribile. Există, totuși, un martor ocular al acestui coșmar. O femeie a cărei vedere nu a fost afectată de epidemie își însoțește soțul orb în carantină. Acolo, păstrându-și secretul că poate vedea, ea devine ghidul a șapte străini care ajung să fie practic ca o familie. Ea îi scoate din carantină din spitalul de boli mintale abandonat și ajung pe străzile devastate ale orașului, unde toți oamenii au orbit și ultimele vestigii ale civilizației se năruiesc.

## Distribuție
- Julianne Moore ca soția medicului, singura care poate vedea[2]
- Mark Ruffalo ca medic oftalmolog[3][4]
- Danny Glover ca om de culoare cu plasture pe ochi[5][6]
- Gael García Bernal ca Barman/Regele salonului 3,[7] unul dintre personajele negative ale filmului. Spre deosebire de alegerile democratice din secția 1 unde se află medicul orb, el se proclamă rege al salonului 3.[7]
- Maury Chaykin - contabil[7]
- Alice Braga ca femeia cu ochelari fumurii[7]
- Don McKellar ca hoț[7]
- Yusuke Iseya ca primul om orb[7]
- Yoshino Kimura ca soția primului om orb
- Mitchell Nye ca băiat
- Susan Coyne ca recepționeră[2]
- Martha Burns ca femeia cu insomnii[2]
- Douglas Silva ca privitor #1 în scenele de deschidere.[2] Silva a mai apărut înainte în mai multe filme ale lui Meirelles: în filmu scurt Golden Gate (Palace II) din 2000; în City of God din 2002;  în serialul Cidade dos Homens (2002-2005); în filmul City of Men din 2007.
- Joe Pingue - taximetrist
- Joe Cobden - polițist
- Mpho Koaho - chimist
- Tom Melissis - proiectant
- Tracy Wright - soția hoțului  de mașini
- Amanda Hiebert - menajera
- Gerry Mendicino - medic
- Sandra Oh - Ministrul Sănătății